# Campsurus dorsalis
Campsurus dorsalis is een haft uit de familie Polymitarcyidae. De wetenschappelijke naam van de soort is voor het eerst geldig gepubliceerd in 1839 door Burmeister.
De soort komt voor in het Neotropisch gebied.